# 宮原神社
宮原神社（みやはらじんじゃ）は和歌山県有田市にある神社である。もとは宮原八幡宮と称した。明治28年（1895年）に現在の名称に改めた。旧社格は村社である。

## 祭神
誉田別尊（応神天皇）・気長足姫尊（神功皇后）・比賣太神（多紀理姫命・多岐都姫命・市杵島姫命）

### 別宮
水主神社（御祭神　天照御魂・大国魂命）

### 摂社
若宮八幡（仁徳天皇）・飛鳥神社・稲荷神社・熊野十二所神社・高良神社

## 歴史
永禄5年（室町時代末、1562年）の御鎮座記によれば平安時代の弘仁7年（816年）に宇佐神宮（大分県宇佐市）より勧請された。
「文徳照臨の尊神として武運監護の霊祠なり」、その頃の神領は四十数町歩あり荘厳を極めた。源平の争乱（岩室城：湯浅氏）にて荒廃するが、弘安7年（1284年）紀州由良の興国寺、心地覚心（法燈円明国師）によって再開眼の供養が執り行われ再興される。室町時代には応永７年（1400年）畠山基国が紀伊（和歌山県）の守護となり、弟の満国が宮原に居館を構え、畠山氏の崇敬厚く嘉吉元年（1441年）源常人、永正13年（1516年）、萬徳丸などが、社殿の寄進、修理がおこなわれている。
紀州徳川家の信仰厚く、徳川頼宣をはじめ歴代の藩主が熊野詣での折には旅の安全を祈願し参拝したと伝わっている。
現在の建物は昭和51年（1976年）と平成14年（2002年）にそれぞれ建て替えられたものである。